# Ivan Ievreïnov
Ivan Mikhaïlovitch Ievreïnov (en russe : Ива́н Миха́йлович Евре́инов), né en 1694 en Pologne et mort à Kirov le 3 février 1724, est un géodésien et explorateur polonais.

## Biographie
Originaire de la Pologne, il arrive en Russie où il est baptisé dans le christianisme orthodoxe.
Élève à la Moscow School of Mathematics and Navigation (à partir de 1714) puis dans une classe de géodésie de l'Académie navale de Saint-Pétersbourg, le 2 janvier 1719, Pierre Ier, en parallèle de la mission officielle de Daniel Gottlieb Messerschmidt, l'engage avec Fiodor Loujine pour une mission secrète au Kamtchatka et aux îles Kouriles afin d'effectuer une cartographie des territoires et de découvrir si l'Amérique et l'Asie sont jointes.
Escorté par onze cosaques, en 1720, en traversant la Sibérie, il atteint Okhotsk par voie terrestre puis, sur un petit navire, le Vostok, gagne le Kamtchatka. De nouveau par voie terrestre, il se rend à Nijnekamtchatsk dont il est le premier à mesurer les coordonnées géographiques. Retournant au navire, il cartographie les côtes du Kamtchatka, puis navigue vers le sud le long des îles Kouriles dont il est le premier à cartographier seize des îles jusqu'à Hokkaidō.
Ievreïnov et Loujine collectent aux îles Kouriles des impôts auprès de la population locale, puis à travers le Kamtchatka, Okhotsk et Iakoutsk, retournent à Tobolsk puis Kazan où Yevreinov rend compte, le 30 novembre 1722 de ses découvertes à Pierre le Grand.
Ivan Ievreïnov n'a pas été en mesure de dire si l'Amérique et l'Asie sont reliées par voie terrestre, mais il a été le premier à faire une cartographie précise du Kamtchatka, des îles Kouriles et de la côte pacifique russe. Avant lui, les coordonnées des forts et des villages locaux n'étaient pas connues.
À partir de 1723, il travaille à cartographier Kirov et ses environs mais y meurt brutalement,.
Le nom d'Evreinov est donné à une montagne et à une péninsule sur la mer d'Okhotsk et à l'un des détroits entre les îles Kouriles.